# Cliff Hall
Cliff Frederick Hall (født 6. april 193? i London, England) er en engelsk pianist, keyboardspiller, komponist og arrangør. 
Hall er nok mest kendt for sit samarbejde med The Shadows fra (1978-1990). Han var sessionmusiker for mange kunstnere fra 1960´erne, og arbejdede bl.a. sammen med Brian Bennett op igennem 1970´erne, og blev på dennes anbefaling sessionmusiker i The Shadows fra 1978, hvor han optrådte første gang med gruppen og Cliff Richard på lp´en Thank you Very Much (1978). Han har indspillet solo cd´er i eget navn, og har foruden The Shadows været sideman hos bl.a. Cliff Richard, Olivia Newton-John, The Tornados, Boomtown Rats,  Brian Bennett, Jet Harris etc. Hall var med på 14 lp´er som sideman med The shadows. Han var med på Deres sidste indspilning "The Final Tour" fra (2004). Hall lever i dag stadig som sessionmusiker i London. 

## Udvalgt diskografi
- Thank You Very Much - (1978) - Live fra The London Palladium - med Cliff Richard og The Shadows
- String of Hits (1979) - The Shadows
- Change of Address (1980) - The Shadows
- Hits Right Up Your Street (1981) - The Shadows
- Life In The Jungle (1982) - The Shadows
- Live at Abbey Road (1982) - The Shadows
- XXV (1983)  - The Shadows
- Guardian Angel (1984) - The Shadows
- Moonlight Shadows (1985) - The Shadows
- Simply Shadows (1987) - The Shadows
- Steppin to The Shadows (1989) - The Shadows
- At Their Very Best (1989) - The Shadows
- Reflections (1990) - The Shadows
- The Final Tour (2004) - Live in Cardiff - The Shadows
- Shadows in Ivory (1983) (Solo lp)
- Clif Hall - (Solo cd) (2003)
- From A Distance - The Event (1990) Live at Wembley - med Cliff Richard og The Shadows

## VHS og DVD diskografi
- Thank you Very Much - Live at The London Palladium (1978) - med Cliff Richard & The Shadows
- Live in Rotterdam (Koncert fra Hollandsk TV) (1980) - med The Shadows
- Together - Live in Birmingham (1984) - med Cliff Richard & The Shadows
- Live In Birmingham (1984) - med The Shadows
- At Their Very Best - Live at the Liverpool Empire (1989) - med The Shadows
- From A Distance The Event - Live at Wembley (1990) - med Cliff Richard og The Shadows
- The Final Tour - Live in Cardiff (2004) - med The Shadows